# Jordanian Premier Basketball League
Il Campionato di pallacanestro della Giordania, conosciuto anche con il nome di Jordanian Premier Basketball League, è la massima divisione professionistica di pallacanestro della Giordania. Il torneo, organizzato dalla Federazione cestistica della Giordania, è posto sotto l'egida della FIBA Asia. La competizione si tiene con cadenza annuale, da ottobre ad aprile tipicamente, e vede la partecipazione, almeno per la stagione 2023-2024, di 6 squadre.
Il campionato si divide in due fasi, prima viene giocata una stagione regolare dove le squadre si incontrano in casa e fuori casa con tutte le altre partecipanti al torneo. Al termine della regula season le migliori 4 squadre in classifica ottengono l'accesso per i play-off; ogni stagione, inoltre, la peggiore squadra viene relegata nella First Division league, la seconda divisione del campionato di basket giordano.

## Squadre partecipanti
| Squadre Jordanian Premier Basketball League 24-25 | Squadre Jordanian Premier Basketball League 24-25 | Squadre Jordanian Premier Basketball League 24-25 | Squadre Jordanian Premier Basketball League 24-25 | Squadre Jordanian Premier Basketball League 24-25 |
| Squadre                                           | Città                                             | Arena                                             | Allenatore                                        | Capacità                                          |
| ------------------------------------------------- | ------------------------------------------------- | ------------------------------------------------- | ------------------------------------------------- | ------------------------------------------------- |
| Al-Ahli Amman                                     | Amman                                             | Prince Hamza Hall                                 | Zaid Al-Khas                                      | 6.000                                             |
| Al Ashrafyeh Club                                 | Irbid                                             | Al-Hassan Hall                                    | Nihad Madi                                        | 2.000                                             |
| Al Jalil                                          | Irbid                                             | Al-Hassan Hall                                    | Abdel Salam Saleh                                 | 2.000                                             |
| Al Jubiha Club                                    | Amman (Al Jubeha)                                 | Prince Hamza Hall                                 | Mohammad Hadrab                                   | 6.000                                             |
| Amman United                                      | Amman                                             | Prince Hamza Hall                                 | Abdallah Abuqoura                                 | 6.000                                             |
| Orthodox                                          | Amman                                             | Prince Hamza Hall                                 | Zaid Al-Sahouri                                   | 6.000                                             |
| Shabab Bushra                                     | Irbid                                             | Al-Hassan Hall                                    | Amjad Ajbarah                                     | 2.000                                             |

## Albo d'Oro
| Edizione | Stagione  | Campione                   |
| -------- | --------- | -------------------------- |
| 1        | 1952      | Jordanian Electricity Club |
| 2        | 1953      | Al-Ahli Amman              |
| 3        | 1954      | Al-Ahli Amman              |
| 4        | 1955      | Al-Ahli Amman              |
| 5        | 1956      | Al-Ahli Amman              |
| 6        | 1957      | Al-Ahli Amman              |
| 7        | 1958      | Al-Ahli Amman              |
| 8        | 1959      | Orthodox                   |
| 9        | 1960      | Al-Ahli Amman              |
| 10       | 1961      | Al-Ahli Amman              |
| 11       | 1962      | Al-Ahli Amman              |
| 12       | 1963      | Al Watani                  |
| 13       | 1964      | Al Jazira Amman            |
| 14       | 1965      | Al-Ahli Amman              |
| 15       | 1966      | Jordan Club                |
| -        | 1967      | Non disputato              |
| 16       | 1968      | Al-Ahli Amman              |
| 17       | 1969      | Al-Ahli Amman              |
| 18       | 1970      | Al-Ahli Amman              |
| 19       | 1971      | Al-Ahli Amman              |
| 20       | 1972      | Al-Ahli Amman              |
| 21       | 1973      | Orthodox                   |
| 22       | 1974      | Al-Ahli Amman              |
| 23       | 1975      | Al-Ahli Amman              |
| 24       | 1976      | Orthodox                   |
| 25       | 1977      | Orthodox                   |
| 26       | 1978      | Orthodox                   |
| 27       | 1979      | Orthodox                   |
| -        | 1980      | Non disputato              |
| 28       | 1981      | Orthodox                   |
| 29       | 1982      | Orthodox                   |
| 30       | 1983      | Orthodox                   |
| 31       | 1984      | Orthodox                   |
| 32       | 1985      | Orthodox                   |
| 33       | 1986      | Orthodox                   |
| 34       | 1987      | Orthodox                   |
| 35       | 1988      | Orthodox                   |
| 36       | 1989      | Orthodox                   |
| 37       | 1990      | Al-Ahli Amman              |
| 38       | 1991      | Orthodox                   |
| 39       | 1992      | Al-Ahli Amman              |
| 40       | 1993      | Al-Ahli Amman              |
| 41       | 1994      | Al-Ahli Amman              |
| 42       | 1995      | Orthodox                   |
| 43       | 1996      | Orthodox                   |
| 44       | 1997      | Al Jazira Amman            |
| 45       | 1998      | Orthodox                   |
| 46       | 1999      | Orthodox                   |
| 47       | 2000      | Orthodox                   |
| 48       | 2001      | Orthodox                   |
| 49       | 2002      | Orthodox                   |
| 50       | 2003      | Fastlink Club              |
| 51       | 2004      | Fastlink Club              |
| 52       | 2005      | Fastlink Club              |
| 53       | 2006      | Fastlink Club              |
| 54       | 2007      | Zain Club                  |
| 55       | 2008      | Zain Club                  |
| 56       | 2009      | ASU Sports Club            |
| 57       | 2010      | ASU Sports Club            |
| 58       | 2011      | Orthodox                   |
| 59       | 2012      | ASU Sports Club            |
| 60       | 2013      | ASU Sports Club            |
| 61       | 2014      | Orthodox                   |
| 62       | 2015      | Al-Riyadi Amman            |
| 63       | 2016      | Al-Riyadi Amman            |
| 64       | 2017      | Al-Ahli Amman              |
| 65       | 2018      | Al-Ahli Amman              |
| 66       | 2019      | Al-Wehdat                  |
| 67       | 2020      | Al-Ahli Amman              |
| 68       | 2021      | Al-Wehdat                  |
| 69       | 2022-2023 | Al-Ahli Amman              |
| -        | 2023-2024 | Non disputata              |
| 70       | 2024-2025 | Amman United               |

### Vittorie per club
| Squadre                      | Vittorie |
| ---------------------------- | --- |
| Al-Ahli Amman 25             | 1953, 1954, 1955, 1956, 1957, 1958, 1960, 1961, 1962, 1965, 1968, 1969, 1970, 1971, 1972, 1974, 1975, 1990, 1992, 1993, 1994, 2017, 2018, 2020, 2022-23, |
| Orthodox 25                  | 1959, 1973, 1976, 1977, 1978, 1979, 1981, 1982, 1983, 1984, 1985, 1986, 1987, 1988, 1989, 1991, 1995, 1996, 1998, 1999, 2000, 2001, 2002, 2011, 2014     |
| Zain Club/ Fastlink Club 6   | 2003, 2004, 2005, 2006, 2007, 2008 |
| ASU Sports Club 4            | 2009, 2010, 2012, 2013 |
| Al-Wehdat 2                  | 2019, 2021 |
| Al-Riyadi Amman 2            | 2015, 2016 |
| Al Jazira Amman 2            | 1964, 1997 |
| Amman United 1               | 2025 |
| Jordan Club 1                | 1966 |
| Al Watani 1                  | 1963 |
| Jordanian Electricity Club 1 | 1952 |